# Doce variaciones sobre un minueto de Johann Christian Fischer (Mozart)
Las Doce variaciones sobre un minueto de Johann Christian Fischer en do mayor, K. 179/189a, son una composición para teclado de Wolfgang Amadeus Mozart, escrita probablemente en Salzburgo antes del 6 de diciembre de 1774.

## Música
Esta obra fue compuesta para teclado solo y consta de trece secciones: la primera es el minueto de Fischer en el que está basada la obra; las otras secciones son las variaciones del mismo, numeradas del I al IX, de las cuales ninguna presenta indicaciones de tempo.